# Erich Joham

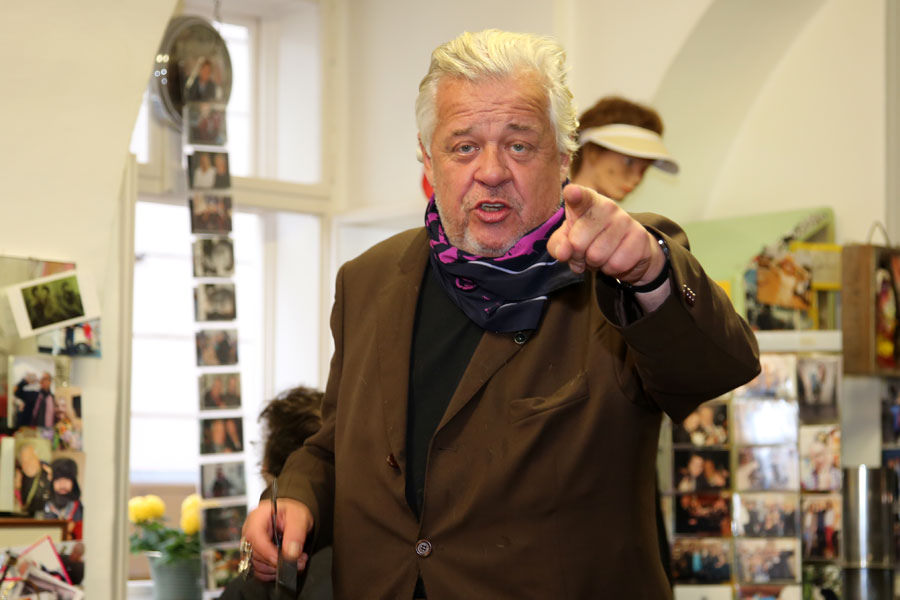
Erich Joham (2014)

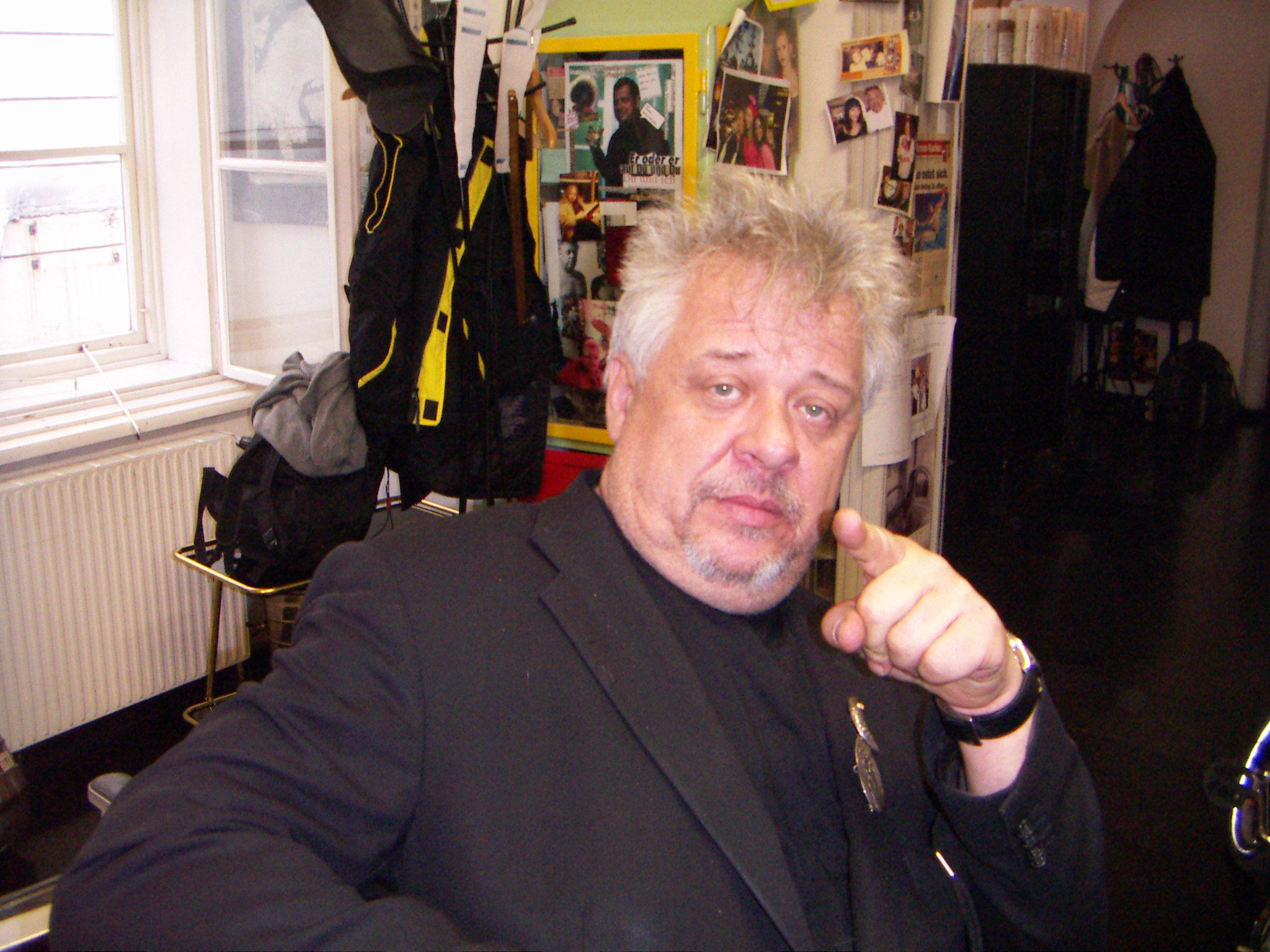
Erich Joham in seinem Salon (2008)

Erich Joham (* 17. Mai 1949 in Hadersdorf am Kamp, Niederösterreich) ist ein österreichischer Friseur, Kultfigaro, Aktionist und Erzähler in Wien.

## Leben
Erich Joham machte seine Friseurlehre bei Adolf Ossig am Stephansplatz, wo er als Lehrling kaum Hand an Kunden legen durfte. Als angestellter Friseur des in den 80er Jahren bekannten Starfriseurs Werner Berndorfer in der Jasomirgottstraße nebst dem Wiener Stephansplatz und auch in einem Friseursalon in der Führichgasse in Wien, entwickelte er seinen Stil, mit vielen persönlichen Kunden, und langer Verweildauer der Kunden im Salon. Seinerzeit, als ein guter Männerhaarschnitt eine Angelegenheit von 5 bis 10 Minuten war, eine krasse Umstellung und Anforderung an die Gelassenheit seines Publikums, wenn alles zusammen üblich Stunden dauerte. Sein Markenzeichen ist ein Mix aus Kommunikation und Nichtkommunikation, und ein guter Haarschnitt ist dabei. Ein Friseur, privat, und als öffentliche Figur. Ab 1988 selbständig tätig, mit dem Salon ER-ICH im Haus Zum gelben Adler in der Griechengasse als Nachbar des Filmproduzenten Alexander Schukoff. Er übergab seinen Salon in der Griechengasse im Frühjahr 2019. Ein berühmtes Porträt Erich Joham mit Kämmen gestaltete der Kultfotograf Günter Parth.
Er-Ich spielte in mehreren Theaterproduktionen meistens sich selbst und wirkte auch im Film Kottan ermittelt: Rien ne va plus mit. Er nahm 1989 mit der Werbetexterin Andrea Jilik unter dem Pseudonym Eric&Hilda bei GIG Records eine Maxi-Single mit mehreren Versionen des Synthiepopsongs What is Love? auf. Dazu wurde ein Musikvideo produziert.
Am 4. September 2013 wurde Erich Joham im Wiener Rathaus vom Kulturstadtrat Andreas Mailath-Pokorny das Silberne Verdienstzeichen des Landes Wien überreicht.

## Zitate
„Ich habe kein Email, aber Kunden.“

## Theater
- Karl Welunschek (Regie): Nach der Premiere, Auftragswerk von Gustav Ernst, mit Erich Joham und seinen Freunden, Rabenhof Theater Uraufführung 2003.

## Auszeichnungen
- 1989 Frisurenoskar[8]
- 2013 Silberne Verdienstzeichen des Landes Wien